# 红锆石
红锆石（英語：jacinth）為红褐色或褐红色的锆石。除天然红锆石外，一些锆石经热处理或x射线用射也可获得深红褐色或深红色。后者若长期暴露在日光下会褪色，先变浅，后褪为紫色，最后无色。因此，在某些文獻中被稱為紫瑪瑙。

## 附註
1. ↑  啟示錄21:20，見第11層；又出埃及記28:19，第一項。

## 參看
- 鋯石

## 外部連結
- Zircon Mineral Data （页面存档备份，存于）
- 红锆石质量评价 （页面存档备份，存于）